# Liste der Nummer-eins-Hits in der Schweiz (1998)
Dies ist eine Liste der Nummer-eins-Hits in der Schweiz im Jahr 1998. Sie basiert auf den Top 100 Singles und Top 100 Alben der offiziellen Schweizer Hitparade. Es gab in diesem Jahr zwölf Nummer-eins-Singles und 15 Nummer-eins-Alben.

## Singles
| ← 1997 ← | Liste der Nummer-eins-Hits in der Schweiz | Liste der Nummer-eins-Hits in der Schweiz | Liste der Nummer-eins-Hits in der Schweiz | 1999 →                    |
| \| Zeitraum \| Wo. ges. \| Interpret \| Titel Autor(en) \| Zusätzliche Informationen \| \| (Zeitraum, Wochen auf Platz eins, Interpret, Titel, Autor[en], zusätzliche Informationen) \| \| \| \| \| \| ----------------------------------------------------------------------------------------- \| -------- \| --------------------------------------- \| -------------------------------------------------------------------------------------------------------------------------------------------------------- \| ------------------------- \| \| 30. November 1997 – 10. Januar 1998 6 Wochen \| 6 \| Aqua \| Barbie Girl Musik: Søren Rasted, Claus Norreen; Text: Søren Rasted, Claus Norreen, René Dif, Lene Crawford Nystrøm \| – \| \| 11. Januar 1998 – 17. Januar 1998 1 Woche \| 1 \| Elton John \| Something About the Way You Look Tonight / Candle in the Wind ’97 Elton John, Bernie Taupin \| – \| \| 18. Januar 1998 – 7. Februar 1998 3 Wochen \| 3 \| Run-D.M.C. vs. Jason Nevins \| It’s Like That Lawrence Smith, Joseph Ward Simmons, Darryl Matthews McDaniels \| – \| \| 8. Februar 1998 – 23. Mai 1998 15 Wochen \| 15 \| Céline Dion \| My Heart Will Go On Will Jennings, James Horner \| – \| \| 24. Mai 1998 – 6. Juni 1998 2 Wochen (insgesamt 3) \| 3 \| Die Ärzte \| Ein Schwein namens Männer Farin Urlaub \| – \| \| 7. Juni 1998 – 13. Juni 1998 1 Woche (insgesamt 4) \| 4 \| 4 the Cause \| Stand by Me Ben E. King, Jerry Leiber, Mike Stoller \| – \| \| 14. Juni 1998 – 20. Juni 1998 1 Woche (insgesamt 3) \| 3 \| Die Ärzte \| Ein Schwein namens Männer Farin Urlaub \| – \| \| 21. Juni 1998 – 11. Juli 1998 3 Wochen (insgesamt 4) \| 4 \| 4 the Cause \| Stand by Me Ben E. King, Jerry Leiber, Mike Stoller \| – \| \| 12. Juli 1998 – 18. Juli 1998 1 Woche \| 1 \| Ricky Martin \| La copa de la vida / The Cup of Life Musik: Desmond Child, Ian Blake; Text: Desmond Child \| – \| \| 19. Juli 1998 – 8. August 1998 3 Wochen \| 3 \| Loona \| Bailando Musik: Patrick Samoy; Text: Patrick Samoy, Marísa Isabel García Asensio \| – \| \| 9. August 1998 – 12. September 1998 5 Wochen \| 5 \| Pras Michel feat. ODB & introducing Mýa \| Ghetto Supastar (That Is What You Are) Nel Wyclef Jean, Samuel Prakazrel Michel, Russell T. Jones, Barry Alan Gibb, Robin Hugh Gibb, Maurice Ernest Gibb \| – \| \| 13. September 1998 – 24. Oktober 1998 6 Wochen \| 6 \| Aerosmith \| I Don’t Want to Miss a Thing Diane Eve Warren \| – \| \| 25. Oktober 1998 – 5. Dezember 1998 6 Wochen \| 6 \| Oli.P \| Flugzeuge im Bauch Herbert Grönemeyer \| – \| \| 6. Dezember 1998 – 9. Januar 1999 5 Wochen \| 5 \| Cher \| Believe Brian Thomas Higgins, Paul Michael Barry, Steve Torch \| – \| |                                           |                                           | |                           |
| ← 1997 |                                           |                                           | | → 1999 →                  |
| Zeitraum | Wo. ges.                                  | Interpret                                 | Titel Autor(en) | Zusätzliche Informationen |
| (Zeitraum, Wochen auf Platz eins, Interpret, Titel, Autor[en], zusätzliche Informationen) |                                           |                                           | |                           |
| 30. November 1997 – 10. Januar 1998 6 Wochen | 6                                         | Aqua                                      | Barbie Girl Musik: Søren Rasted, Claus Norreen; Text: Søren Rasted, Claus Norreen, René Dif, Lene Crawford Nystrøm                                       | –                         |
| 11. Januar 1998 – 17. Januar 1998 1 Woche | 1                                         | Elton John                                | Something About the Way You Look Tonight / Candle in the Wind ’97 Elton John, Bernie Taupin                                                              | –                         |
| 18. Januar 1998 – 7. Februar 1998 3 Wochen | 3                                         | Run-D.M.C. vs. Jason Nevins               | It’s Like That Lawrence Smith, Joseph Ward Simmons, Darryl Matthews McDaniels                                                                            | –                         |
| 8. Februar 1998 – 23. Mai 1998 15 Wochen | 15                                        | Céline Dion                               | My Heart Will Go On Will Jennings, James Horner | –                         |
| 24. Mai 1998 – 6. Juni 1998 2 Wochen (insgesamt 3) | 3                                         | Die Ärzte                                 | Ein Schwein namens Männer Farin Urlaub | –                         |
| 7. Juni 1998 – 13. Juni 1998 1 Woche (insgesamt 4) | 4                                         | 4 the Cause                               | Stand by Me Ben E. King, Jerry Leiber, Mike Stoller | –                         |
| 14. Juni 1998 – 20. Juni 1998 1 Woche (insgesamt 3) | 3                                         | Die Ärzte                                 | Ein Schwein namens Männer Farin Urlaub | –                         |
| 21. Juni 1998 – 11. Juli 1998 3 Wochen (insgesamt 4) | 4                                         | 4 the Cause                               | Stand by Me Ben E. King, Jerry Leiber, Mike Stoller | –                         |
| 12. Juli 1998 – 18. Juli 1998 1 Woche | 1                                         | Ricky Martin                              | La copa de la vida / The Cup of Life Musik: Desmond Child, Ian Blake; Text: Desmond Child                                                                | –                         |
| 19. Juli 1998 – 8. August 1998 3 Wochen | 3                                         | Loona                                     | Bailando Musik: Patrick Samoy; Text: Patrick Samoy, Marísa Isabel García Asensio                                                                         | –                         |
| 9. August 1998 – 12. September 1998 5 Wochen | 5                                         | Pras Michel feat. ODB & introducing Mýa   | Ghetto Supastar (That Is What You Are) Nel Wyclef Jean, Samuel Prakazrel Michel, Russell T. Jones, Barry Alan Gibb, Robin Hugh Gibb, Maurice Ernest Gibb | –                         |
| 13. September 1998 – 24. Oktober 1998 6 Wochen | 6                                         | Aerosmith                                 | I Don’t Want to Miss a Thing Diane Eve Warren | –                         |
| 25. Oktober 1998 – 5. Dezember 1998 6 Wochen | 6                                         | Oli.P                                     | Flugzeuge im Bauch Herbert Grönemeyer | –                         |
| 6. Dezember 1998 – 9. Januar 1999 5 Wochen | 5                                         | Cher                                      | Believe Brian Thomas Higgins, Paul Michael Barry, Steve Torch                                                                                            | –                         |

## Alben
| ← 1997 ← | Liste der Nummer-eins-Hits in der Schweiz | Liste der Nummer-eins-Hits in der Schweiz | Liste der Nummer-eins-Hits in der Schweiz | 1999 →                    |
| \| Zeitraum \| Wo. ges. \| Interpret \| Titel \| Zusätzliche Informationen \| \| (Zeitraum, Wochen auf Platz eins, Interpret, Titel, zusätzliche Informationen) \| \| \| \| \| \| ------------------------------------------------------------------------------ \| -------- \| --------------------------- \| -------------------------------------- \| ------------------------- \| \| 30. November 1997 – 7. Februar 1998 10 Wochen \| 10 \| Céline Dion \| Let’s Talk About Love \| – \| \| 8. Februar 1998 – 14. März 1998 5 Wochen \| 5 \| (Soundtrack / James Horner) \| Titanic: Music from the Motion Picture \| – \| \| 15. März 1998 – 2. Mai 1998 7 Wochen \| 7 \| Madonna \| Ray of Light \| – \| \| 3. Mai 1998 – 9. Mai 1998 1 Woche \| 1 \| Modern Talking \| Back for Good \| – \| \| 10. Mai 1998 – 6. Juni 1998 4 Wochen \| 4 \| DJ BoBo \| Magic \| – \| \| 7. Juni 1998 – 4. Juli 1998 4 Wochen \| 4 \| Die Ärzte \| 13 \| – \| \| 5. Juli 1998 – 25. Juli 1998 3 Wochen (insgesamt 5) \| 5 \| Ace of Base \| Flowers \| – \| \| 26. Juli 1998 – 1. August 1998 1 Woche \| 1 \| Beastie Boys \| Hello Nasty \| – \| \| 2. August 1998 – 15. August 1998 2 Wochen \| 2 \| Ace of Base \| Flowers \| – \| \| 16. August 1998 – 22. August 1998 1 Woche (insgesamt 3) \| 3 \| (Soundtrack) \| Armageddon \| – \| \| 23. August 1998 – 29. August 1998 1 Woche (insgesamt 2) \| 2 \| (Soundtrack) \| City of Angels \| – \| \| 30. August 1998 – 5. September 1998 1 Woche \| 1 \| (Soundtrack) \| Armageddon \| – \| \| 6. September 1998 – 12. September 1998 1 Woche (insgesamt 2) \| 2 \| (Soundtrack) \| City of Angels \| – \| \| 13. September 1998 – 17. Oktober 1998 5 Wochen \| 5 \| Céline Dion \| S’il suffisait d’aimer \| – \| \| 18. Oktober 1998 – 14. November 1998 4 Wochen \| 4 \| Gölä \| Uf u dervo \| – \| \| 15. November 1998 – 21. November 1998 1 Woche \| 1 \| Alanis Morissette \| Supposed Former Infatuation Junkie \| – \| \| 22. November 1998 – 5. Dezember 1998 2 Wochen \| 2 \| U2 \| The Best of 1980–1990 \| – \| \| 6. Dezember 1998 – 9. Januar 1999 5 Wochen \| 5 \| Céline Dion \| These Are Special Times \| – \| |                                           |                                           |                                           |                           |
| ← 1997 |                                           |                                           |                                           | → 1999 →                  |
| Zeitraum | Wo. ges.                                  | Interpret                                 | Titel                                     | Zusätzliche Informationen |
| (Zeitraum, Wochen auf Platz eins, Interpret, Titel, zusätzliche Informationen) |                                           |                                           |                                           |                           |
| 30. November 1997 – 7. Februar 1998 10 Wochen | 10                                        | Céline Dion                               | Let’s Talk About Love                     | –                         |
| 8. Februar 1998 – 14. März 1998 5 Wochen | 5                                         | (Soundtrack / James Horner)               | Titanic: Music from the Motion Picture    | –                         |
| 15. März 1998 – 2. Mai 1998 7 Wochen | 7                                         | Madonna                                   | Ray of Light                              | –                         |
| 3. Mai 1998 – 9. Mai 1998 1 Woche | 1                                         | Modern Talking                            | Back for Good                             | –                         |
| 10. Mai 1998 – 6. Juni 1998 4 Wochen | 4                                         | DJ BoBo                                   | Magic                                     | –                         |
| 7. Juni 1998 – 4. Juli 1998 4 Wochen | 4                                         | Die Ärzte                                 | 13                                        | –                         |
| 5. Juli 1998 – 25. Juli 1998 3 Wochen (insgesamt 5) | 5                                         | Ace of Base                               | Flowers                                   | –                         |
| 26. Juli 1998 – 1. August 1998 1 Woche | 1                                         | Beastie Boys                              | Hello Nasty                               | –                         |
| 2. August 1998 – 15. August 1998 2 Wochen | 2                                         | Ace of Base                               | Flowers                                   | –                         |
| 16. August 1998 – 22. August 1998 1 Woche (insgesamt 3) | 3                                         | (Soundtrack)                              | Armageddon                                | –                         |
| 23. August 1998 – 29. August 1998 1 Woche (insgesamt 2) | 2                                         | (Soundtrack)                              | City of Angels                            | –                         |
| 30. August 1998 – 5. September 1998 1 Woche | 1                                         | (Soundtrack)                              | Armageddon                                | –                         |
| 6. September 1998 – 12. September 1998 1 Woche (insgesamt 2) | 2                                         | (Soundtrack)                              | City of Angels                            | –                         |
| 13. September 1998 – 17. Oktober 1998 5 Wochen | 5                                         | Céline Dion                               | S’il suffisait d’aimer                    | –                         |
| 18. Oktober 1998 – 14. November 1998 4 Wochen | 4                                         | Gölä                                      | Uf u dervo                                | –                         |
| 15. November 1998 – 21. November 1998 1 Woche | 1                                         | Alanis Morissette                         | Supposed Former Infatuation Junkie        | –                         |
| 22. November 1998 – 5. Dezember 1998 2 Wochen | 2                                         | U2                                        | The Best of 1980–1990                     | –                         |
| 6. Dezember 1998 – 9. Januar 1999 5 Wochen | 5                                         | Céline Dion                               | These Are Special Times                   | –                         |

## Jahreshitparaden
| ← 1997 ← | Liste der Nummer-eins-Hits in der Schweiz | Liste der Nummer-eins-Hits in der Schweiz                          | Liste der Nummer-eins-Hits in der Schweiz | 1999 →   |
| \| Singles \| Position# \| Alben \| \| ------------------------------------------------------------------------------------------------------------------------------------------------------------------------------------------------ \| --------- \| ------------------------------------------------------------------ \| \| My Heart Will Go On Céline Dion Will Jennings, James Horner \| 1 \| Let’s Talk About Love Céline Dion \| \| It’s Like That Run-D.M.C. vs. Jason Nevins Lawrence Smith, Joseph Ward Simmons, Darryl Matthews McDaniels \| 2 \| Titanic: Music from the Motion Picture (Soundtrack / James Horner) \| \| Ghetto Supastar (That Is What You Are) Pras Michel feat. ODB & introducing Mýa Nel Wyclef Jean, Samuel Prakazrel Michel, Russell T. Jones, Barry Alan Gibb, Robin Hugh Gibb, Maurice Ernest Gibb \| 3 \| Ray of Light Madonna \| \| Flugzeuge im Bauch Oli.P Herbert Grönemeyer \| 4 \| Uf u dervo Gölä \| \| I Don’t Want to Miss a Thing Aerosmith Diane Eve Warren \| 5 \| Eros Eros Ramazzotti \| \| Frozen Madonna Madonna L. Ciccone, Patrick Raymond Leonard \| 6 \| Magic DJ BoBo \| \| Torn Natalie Imbruglia Anne Preven, Scott Michael Cutler, Phil Thornalley \| 7 \| Back for Good Modern Talking \| \| Bailando Loona Musik: Patrick Samoy; Text: Patrick Samoy, Marísa Isabel García Asensio \| 8 \| S’il suffisait d’aimer Céline Dion \| \| La copa de la vida / The Cup of Life Ricky Martin Musik: Desmond Child, Ian Blake; Text: Desmond Child \| 9 \| Vuelve Ricky Martin \| \| Stand by Me 4 the Cause Ben E. King, Jerry Leiber, Mike Stoller \| 10 \| Aquarium Aqua \| |                                           |                                                                    |                                           |          |
| ← 1997 |                                           |                                                                    |                                           | → 1999 → |
| Singles | Position#                                 | Alben                                                              |                                           |          |
| My Heart Will Go On Céline Dion Will Jennings, James Horner | 1                                         | Let’s Talk About Love Céline Dion                                  |                                           |          |
| It’s Like That Run-D.M.C. vs. Jason Nevins Lawrence Smith, Joseph Ward Simmons, Darryl Matthews McDaniels | 2                                         | Titanic: Music from the Motion Picture (Soundtrack / James Horner) |                                           |          |
| Ghetto Supastar (That Is What You Are) Pras Michel feat. ODB & introducing Mýa Nel Wyclef Jean, Samuel Prakazrel Michel, Russell T. Jones, Barry Alan Gibb, Robin Hugh Gibb, Maurice Ernest Gibb | 3                                         | Ray of Light Madonna                                               |                                           |          |
| Flugzeuge im Bauch Oli.P Herbert Grönemeyer | 4                                         | Uf u dervo Gölä                                                    |                                           |          |
| I Don’t Want to Miss a Thing Aerosmith Diane Eve Warren | 5                                         | Eros Eros Ramazzotti                                               |                                           |          |
| Frozen Madonna Madonna L. Ciccone, Patrick Raymond Leonard | 6                                         | Magic DJ BoBo                                                      |                                           |          |
| Torn Natalie Imbruglia Anne Preven, Scott Michael Cutler, Phil Thornalley | 7                                         | Back for Good Modern Talking                                       |                                           |          |
| Bailando Loona Musik: Patrick Samoy; Text: Patrick Samoy, Marísa Isabel García Asensio | 8                                         | S’il suffisait d’aimer Céline Dion                                 |                                           |          |
| La copa de la vida / The Cup of Life Ricky Martin Musik: Desmond Child, Ian Blake; Text: Desmond Child | 9                                         | Vuelve Ricky Martin                                                |                                           |          |
| Stand by Me 4 the Cause Ben E. King, Jerry Leiber, Mike Stoller | 10                                        | Aquarium Aqua                                                      |                                           |          |